# فلش فوروارد
فلش فوروارد (به انگلیسی: FlashForward) نام یک سریال علمی -تخیلی است که از شبکه ABC آمریکا پخش شد. این سریال بر اساس رمانی به همین نام نوشتهٔ رابرت ج. سایر است. پخش این سریال از ۲۴ سپتامبر سال ۲۰۰۹ آغاز شد. پس از تنها یک فصل، پخش آن به دلیل درصد پایین تماشاگر متوقف شد.

## داستان
صبح روز ۶ اکتبر ۲۰۰۹، تمام مردم دنیا به شکلی غیرقابل باور به مدت دو دقیقه و هفده ثانیه، از هوش می‌روند و آنهایی که جان سالم به در برده‌اند وقتی به هوش می‌آیند متوجه خاطراتی می‌شوند که هیچوقت تجربه نکرده‌اند.
کمی تحقیق، همه را متوجه این موضوع می‌کند که آن خاطرات، در واقع اتفاقاتی بوده‌اند که نه در گذشته بلکه در زمانی به فاصله شش ماه از زمان بی‌هوشی اتفاق افتاده‌اند (یا بهتر بگوییم قرار است اتفاق بیفتند). نگرانی همه این است که آیا چیزی را که دیدند در واقعیت تجربه خواهند کرد یا حق انتخاب دارند.
یک مأمور FBI در لوس آنجلس به نام مارک بنفورد (جوزف فاینز) تصمیم می‌گیرد که علت وقوع این اتفاق را پیدا کند. برای همین هدف دیتابیسی راه اندازی می‌کند و از مردم سراسر دنیا می‌خواهد که آنچه که در مدت دو دقیقه بیهوشی دیده‌اند را با این سایت به اشتراک بگذارند.
نام این دیتابیس که برایش یک سایت هم راه‌اندازی شده Mosaic Collective هست. گردانندگان این داده‌ها معتقدند که با کنار هم گذاشتن این تصاویر از سراسر دنیا، مثل کنار هم گذاشتن قطعات موزاییک، تصویر کلی‌ای تشکیل می‌شود که می‌تواند راز اتفاقی که نام Global Blackout v را بر آن گذاشته‌اند را متوجه بشوند.